# Síndrome de emergência de Cannon
Síndrome de emergência de Cannon é conhecida também como resposta simpática ao estresse ou reação de alarme, uma resposta simpática máxima após um estímulo de ameaça ao organismo.
Quando grandes porções do sistema nervoso simpático são estimuladas e descarregam ao mesmo tempo, ou seja, ocorre uma descarga em massa, há um aumento da capacidade do corpo para desempenhar uma atividade muscular intensa. Isso pode ocorrer de várias maneiras, dentre as quais podemos ressaltar algumas, tais quais:
1. Midríase (dilatação das pupilas);
2. Vasoconstrição periférica;
3. Vasodilatação muscular, necessidade de atividade motora rápida;
4. Diminuição da circulação sanguínea para órgãos como os do trato gastrointestinal e os rins, uma vez que esses não são importantes para uma atividade motora rápida;
5. Taquicardia (aumento da freqüência cardíaca) e broncodilatação;
6. Taquipnéia (aumento da freqüência respiratória);
7. Aumento da biodisponibilidade de glicose no sangue, concomitantemente ao aumento da glicólise no fígado e no músculo;
8. Atividade mental aumentada;
9. Aumento da velocidade de coagulação;
10. Diminuição da resposta excitatória sexual;
11. Aumento da pressão arterial;
12. Aumento da intensidade do metabolismo celular por todo o corpo.
Tais alterações no organismo ocorrem pelo fato de que em uma situação de perigo o indivíduo deve estar preparado ou para a luta, ou para a fuga. Desse modo o organismo se mobiliza e concentra o gasto energético em processos que o auxiliarão a ter uma resposta motora eficiente.
Esses eventos simpáticos ocorrem, por exemplo, nas circunstâncias de um assalto. No momento em que o indivíduo é abordado, há uma estimulação do hipotálamo, componente sistema límbico que é controlador do comportamento emocional. O hipotálamo por sua vez transmite um impulso que passa pelo tronco encefálico e pela medula espinhal, causando uma descarga simpática global, desencadeando os eventos listados acima preparando o indivíduo para a luta ou para a fuga.